# Julia Drinnenberg
Julia Drinnenberg (* 1949 in Oberhausen) ist Zeichnerin, Karikaturistin, Illustratorin und Autorin von Comics. Sie hat in Zeitungen und Zeitschriften veröffentlicht, mehrere Bücher illustriert und herausgegeben und führt Workshops mit Kindern durch.

## Leben und Leistungen
Julia Drinnenberg wurde 1949 in Oberhausen geboren und wuchs in Marsberg auf. Schon früh interessierte sie sich für das Zeichnen und veröffentlichte respektlose Zeichnungen für die Schülerzeitung. Nach dem Abitur 1970 begann sie ein Grafikstudium in Kassel. Nach zwei Semestern wechselte sie zur Kunsterziehung, was sie mit dem Staatsexamen abschloss. Bis 1978 leitete sie die Familienbildungsstätte Hofgeismar. Sie gründete das Kinderhaus Hofgeismar. Seit 1988 arbeitet Drinnenberg als Karikaturistin für HNA, taz, Cicero, Ev. Medienzentrale und andere, als Comiczeichnerin und Illustratorin eigener Kinderbücher und Bücher anderer Autoren. Daneben realisierte sie die zwei didaktischen, interaktiven Wanderausstellungen Wie ein Kinderbuch entsteht und Faszination Comic.
Seit 2008 leitet sie ehrenamtlich die Aktivitäten und Projekte der jüdischen Abteilung im Stadtmuseum Hofgeismar. Sie betreibt Forschungen zur Stadtgeschichte im Nationalsozialismus. Drinnenberg ist seit 1974 mit Gerhard Drinnenberg verheiratet, mit dem sie drei Kinder hat. Sie lebt mit ihrer Familie in Hofgeismar.

## Auszeichnungen
2011 erhält sie für ihr Engagement den Hofgeismarer Bürgerpreis.

## Veröffentlichungen

### Von Julia Drinnenberg geschriebene und illustrierte Kinderbücher
- Ich mach was selbst
- Bastelbuch, Kosmos 1980
- Schatzsuche auf der Papageieninsel Comic, Arena 1998
- Riesenaufregung in Kleinsassen Comic, Rhönverlag 2000
- Abenteuerliche Kreuzworträtsel Loewe 2000
- Kreuzworträtsel für Profis Loewe 2001

### Von Julia Drinnenberg illustrierte Bücher
- Vorsicht große Schwester! W. Färber, Loewe 1996
- Hilfe, bald ist Weihnachten! M. Mai, Loewe 1996
- Anna und Michael entdecken die Rhön J. Hohmann, Rhönverlag 1998
- 1000 Jungenfragen T. Hüsch, Loewe 1998
- Die Rhönmaus Elfriede J. Hohmann, Rhönverlag 1998
- Anna und ihr weißes Pferd J. Hohmann, Rhönverlag 1999
- Superfit und einfach schön S. Busch, Loewe 1999
- Vier wilde Scater Bd.1. -5 S. Bosse, Schneider 1999–2000
- Rhöner Hexen-, Räuber- und Kasperlgeschichten G. Münch, Rhönverlag 1997
- Du schaffst es, Jan! B. Kolloch, Schneider 2001
- Komm mit ins Museum. Führer für Kinder durch Hessische Museen. Hessischer Museumsverband 2001
- Die Grube Messel – Für Kinder und andere Forscher. Herausgegeben von der Interessensgemeinschaft
- Zur Erhaltung der Fossilienfundstätte Grube Messel e.V. 2003
- Märchenhaftes Hofgeismar. Burmeister, Wartberg Verlag 2005
- Homöopathische Leit-bilder. Lernen mit Cartoons Alexander Gothe, Haug Herbst 2005
- Homöopathische Krankheits-bilder. Lernen mit Cartoons, Alexander Gothe, Haug Herbst 2008
- Homöopathische Konstitutionsmittel für Katzen. Carolin Quast, Sonntag 2007
- Homöopathische Konstitutionsmittel für Hunde. Carolin Quast, Sonntag 2007

### Illustrierte Schulbücher
- Leseschatz Band 2 bis 4 (Lesefibel). Cornelsen 1998
- Spiegelschatz Band 2 bis 4 (Sprachbuch). Cornelsen 1998

### Cartoons im Tomus Verlag
- Wie Frau einen Mann bekommt, behält und überlebt
- Jede Menge Spaß im Haushalt
- Frauen über 30
- Herzlichen Glückwunsch zum Baby
- Niedersachsen
- Hobbykoch

### Gemeinschaftsausstellungen – Ausstellungskataloge
- Life Stile Cartoonale Düsseldorf 1989, (Fackelträger)
- Alles Müll oder was Cartoonfabrik Köpenick 1994, (Lappan)
- Sport Cartoonfabrik Köpenick, (Lappan)
- Menschen, Medien, Mutationen Cartoonfabrik Köpenick 1995, (Lappan)
- Lachende Frauen Caricatura Kassel 2000, (Espresso-Verlag)
- Ost-Westlicher Ikarus eine Ausstellung des Winckelmann-Museums Stendal. (Gotha – Duisburg – Wasserburg 2005)
- Deutscher Karikaturenpreis. Titel: Nach uns die Sintflut, edition Sächsische Zeitung 2007

### Cartoons im Selbstverlag
- Kleine Durchblicke – spitze Bemerkungen zum Hausfrauenalltag (1989)

### Bücher zur Geschichte des Nationalsozialismus
- Julia Drinnenberg, Stätten der Erinnerung – Gedächtnis einer Stadt, Die Opfer des Nationalsozialismus in Hofgeismar, 1. Auflage, Hofgeismar 2010, S. 73 ff.
- Chaim/Imek Segal: Chaim heißt Leben. Ein jüdisches Schicksal in Boryslaw und ein Neuanfang in Hofgeismar, Redaktion: Julia Drinnenberg, Hofgeismar/Toronto 2012